# 滝川メグ
滝川 メグ（たきがわ めぐ、1989年11月26日 - ）は、日本のタレント、レースクイーン。

## 来歴・人物
1989年11月兵庫県生まれ。
リラックマ集めが趣味。
X JAPANファンである。
2018年6月「Auto Messe Web」の記事に掲載。
2020年1月27日、自身のブログでレースクイーンの引退を表明した。

## 活動

### レスクイーン・イメージガール
| 年     | カテゴリー               | 他メンバー                             | 他メンバー                                                 |
| ------ | ------------------------ | -------------------------------------- | ---------------------------------------------------------- |
| 2011年 | スーパー耐久シリーズ     | テクノファースト レーシングギャル      | 安藤ひろこ、清原れな、三咲舞花、森万希子、高木のどか、RENA |
| 2011年 | 全日本ロードレース選手権 | 全日本ロードレースイメージガール LUNAS | ながせみほ                                                 |
| 2012年 | スーパー耐久シリーズ     | テクノファースト レーシングギャル      | 安藤ひろこ、清原れな、三咲舞花、森万希子、高木のどか、RENA |
| 2013年 | スーパーGT               | DGRQ                                   | 五十嵐純、 幸林由樹菜、真帆                                |
| 2014年 | D1グランプリ             | EXEDY Racing Girls                     | 清瀬まち                                                   |
| 2016年 | スーパー耐久シリーズ     | 埼玉トヨペットサポーターズ             | 栗沢綾乃、黒崎まゆ、兎澤香、瑠璃                           |
| 2016年 | スーパーGT               | WAKOS GIRLS                            | KAYA                                                       |
| 2017年 | スーパーGT               | 埼玉トヨペットサポーターズ             | 栗沢綾乃、黒崎まゆ、兎澤香、瑠璃                           |
| 2017年 | スーパー耐久シリーズ     | 埼玉トヨペットサポーターズ             | 栗沢綾乃、黒崎まゆ、兎澤香、瑠璃                           |
| 2018年 | スーパー耐久シリーズ     | Neo LADY                               | 神崎れりあ、宮崎未桜                                       |
| 2019年 | スーパーGT               | LEXUS TEAM LeMans WAKO'S               | 生田ちむ、藤高つばさ、霧島聖子                             |
| 2022年 | スーパーGT               | TGR TEAM SARD                          | 西村いちか                                                 |